# Montemarano

Montemarano es uno de los 119 municipios o comunas ("comune" en italiano) de la provincia de Avellino, en la región de Campania. Con cerca de 3.039 habitantes, según el censo de 2005, se extiende por una área de 33 km², teniendo una densidad de población de 92 hab/km². Linda con los municipios de Cassano Irpino, Castelfranci, Castelvetere sul Calore, Montella, Nusco, Paternopoli, y Volturara Irpina.

## Demografía
| Gráfica de evolución demográfica de Montemarano entre 1861 y 2001 |
|                                                                   |
| Fuente ISTAT - elaboración gráfica de Wikipedia                   |

- Datos: Q55062
- Multimedia: Montemarano / Q55062

1. ↑  Worldpostalcodes.org, código postal n.º 83040.
2. ↑  «Codici Catastali». Comuni-italiani.it (en italiano). Consultado el 29 de abril de 2017.